# Municipio de Sliven
El municipio de Sliven (búlgaro: Община Сливен) es un municipio búlgaro perteneciente a la provincia de Sliven.
En 2011 tiene 125 268 habitantes, el 70,85% búlgaros, el 9,7% gitanos y el 3,36% turcos. Tres cuartas partes de la población viven en la capital municipal Sliven.
Se ubica en el centro de la provincia. Por aquí pasa la carretera 53 que une Yambol con Veliko Tarnovo.

## Pueblos
Junto a la ciudad de Sliven hay 44 pueblos en el municipio:
| - Bikovo - Binkos - Blatets - Bozhevtsi - Bozadzhii - Biala - Buglen - Gavrailovo - Guerguevets - Glufishevo - Glushnik - Goliamo Chochoveni - Gorno Alexandrovo - Gradsko - Dragodanovo - Zheliu Voivoda - Zaichari - Zlati Voivoda - Izgrev - Ichera - Kaloyanovo - Kamen - Kermen | - Kovachite - Krushare - Malko Chochoveni - Mechkarevo - Mladovo - Nikolaevo - Novachevo - Panaretovtsi - Rakovo - Samuilovo - Seliminovo - Skobelevo - Sotiria - Sredorek - Stara Reka - Staro Selo - Strupets - Topolchane - Trapoklovo - Chintulovo - Chokoba |